# Biduanda vanica
Biduanda vanica är en fjärilsart som beskrevs av Hans Fruhstorfer 1912. Biduanda vanica ingår i släktet Biduanda och familjen juvelvingar. Inga underarter finns listade i Catalogue of Life.